# Rezerwat przyrody Las Łęgowy nad Nogatem
Rezerwat przyrody Las Łęgowy nad Nogatem – leśny rezerwat przyrody nad Nogatem (utworzony w 1968 r., o powierzchni 32,3 ha) na obszarze Żuław Malborskich. Ochronie rezerwatu podlega pozostałość lasu łęgowego i ponadstupięćdziesięcioletni starodrzew różnogatunkowy (m.in. dęby szypułkowe, wiąz pospolity, lipa drobnolistna, klon zwyczajny, grab, topola czarna i jesion). Najbliższe miejscowości to Piekło i  Pogorzała Wieś. W roku 2005 obszar ochronny Las Łęgowy nad Nogatem został przyłączony do nowo powstałego rezerwatu przyrody Las Mątawski.